# Enginyeria geofísica
L'enginyeria geofísica és la branca de l'enginyeria que en el seu camp professional participa en la investigació, exploració, avaluació, explotació i aprofitament de recursos energètics, minerals i hidrològics, per a determinar-ne l'impacte ambiental i els riscos geològics.
Així mateix, participa en estudis del sòl i del subsol per a la construcció d'obres d'enginyeria civil: preses, centrals hidroelèctriques, ponts, carreteres. També pot participar en altres obres d'infraestructura en els organismes estatals i privats relacionats amb: Recursos hidroelèctrics (embassaments), recursos minerals, petrolis, recursos energètics en general o a l'entorn de comunicacions i transports. A part de poder prestar els seus serveis en instituts de recerca o de docència.

## Exploració geofísica
En general, l'exploració geofísica o geofísica aplicada fa a l'ús de mètodes físics i matemàtics per determinar les propietats físiques de les roques i els seus contrastos. El propòsit d'aquesta determinació és conèixer l'arranjament dels cossos de roca a l'interior de la Terra, així com les anomalies presents en elles. Els terratrèmols i tsunamis representen un problema de primera magnitud, l'estudi i seguiment de les falles submarines de moviments periòdics o constants es realitza amb mètodes geosísmics normalment utilitzant Geòfons Oceànics de Profunditat (OBS).
Alguns dels mètodes d'exploració geofísica més usats són: els mètodes electromagnètics, els mètodes potencials, i els mètodes sísmics.
El coneixement de l'arranjament de les roques a l'interior de la Terra pot tenir un objectiu científic o comercial. Per exemple, conèixer les dimensions d'un reservori d'hidrocarburs a través de mètodes sísmics o caracteritzar la cambra magmàtica d'un volcà a través de mètodes gravimètrics. També és utilitzat en l'enginyeria civil per estudiar un terreny on es començarà una construcció. Es fa una exploració per determinar la profunditat a què es troben els estrats de roca sana, és a dir, capaç de suportar la construcció.
L'expressió exploració geofísica és usada de manera intercanviable amb les expressions: mètodes de prospecció geofísica, geofísica aplicada i fins i tot, encara que de forma molt poc freqüent, enginyeria geofísica.

## Mètodes directes
Són mètodes que permeten conèixer les característiques d'un lloc mitjançant l'observació directa de les característiques del sòl i les roques.
- Pous a cel obert: excavacions realitzades des de la superfície en sentit vertical de profunditat variable. És possible veure l'estratificació del sòl i la profunditat a què es troba la roca sana.
- Trinxeres: excavacions de poca profunditat i allargades. L'objectiu és realitzar un perfil geològic continu del terreny.
- Túnels o esvorancs: excavacions prou grans perquè un home pugui treballar dins d'elles. Són horitzontals i allargades. S'utilitzen principalment en obres subterrànies i preses.
- Perforacions: proporcionen informació sobre la composició, gruix i extensió de les formacions de l'àrea, així com la profunditat de la roca sana.

## Mètodes indirectes
- Fotografies aèries: tenen com a base la interpretació de fotografies preses des d'avions o satèl·lits. Té l'avantatge de reconèixer grans àrees en poc temps. El desavantatge és que cal complementar l'estudi amb un altre mètode directe.
- Gravimetria: aprofita el fet que els grans estrats minerals que es troben en el subsòl tenen la capacitat d'augmentar l'acceleració de la gravetat d'una regió determinada.
- Magnetometria: utilitza el principi que els diferents elements que componen el sòl produeixen diferents pertorbacions del camp magnètic de la terra. L'exemple més significatiu és el ferro.
- Geosísmic: mitjançant detonacions de càrregues, es provoquen petits sismes que originen ones elàstiques, longitudinals i transversals que es registren amb geòfons. Això permet determinar la velocitat de propagació d'ona. La magnitud de la velocitat i els retards en les arribades ens indica quin tipus de material es troba en el subsol.
- Elèctric: s'aplica un corrent elèctric a terra mitjançant d'elèctrodes; seu principi es basa en el fet que les variacions la conductivitat del subsol alteren el flux de corrent a l'interior de la terra, el que ocasiona una variació en el potencial elèctric que determina la mida, la forma, localització i resistivitat elèctrica dels cossos.
- Radiació Gamma: es basa en aparells capaços de captar els rajos Gamma que són emesos per alguns isòtops d'elements com el potassi, urani i tori.[1]